# فیروزکوه (رشته‌کوه)
رشته‌کوه موسوم به فیروزکوه به‌صورت نواری عمودی شکل و فشرده از شمال حدفاصل شهرستان بابل تا آمل و از جنوب حدفاصل فیروزکوه و دماوند قرار دارد. درهٔ عمیق رودخانهٔ هراز سراسر جناح غربی این کوهستان را از البرز مرکزی جدا می‌سازد و در شرق این ناحیه نیز رودخانه‌های تلار و حبله‌رود به جداسازی این قسمت از کوهستان عظیم البرز شرقی کمک نموده‌اند.
کوه‌های جنوبی فیروزکوه غالباً حالت کوهستان و فاقد درخت و بالعکس هرچه به نواحی شمالی نزدیک‌تر می‌شویم جنگل و درختزار پوشش غالب این نواحی را شامل می‌گردند. از جمله مهم‌ترین قلل این منطقه می‌بایست از قللی چون دوبرار (۴۲۵۰ متر)، زرین‌کوه (۳۸۵۰ متر)، میشینه گرگ (۴۰۵۰ متر) و قلل بوم، امنیه، هلزم، پاشوره و سوادکوه را نام برد.